# ألكسييفنا كاربوفا
ناديجدا ألكسييفنا كاربوفا (بالروسية: Наде́žда Алексе́евна Ка́рпова؛ من مواليد 9 مارس 1995) هي لاعبة كرة قدم روسية تلعب كمهاجمة لنادي إسبانيول الدرجة الأولى الإسبانيا ومنتخب روسيا لكرة القدم للسيدات.
ظهرت كاربوفا المولودة في ياروسلافل لأول مرة مع المنتخب الوطني في يونيو 2016، وسجلت الهدف الثاني في فوز روسيا 2–0 في تصفيات بطولة أمم أوروبا للسيدات 2017 للمجموعة الخامسة على تركيا في خيمكي. لعبت لصالح روسيا في بطولة أمم أوروبا للسيدات 2017.

## الغزو الروسي لأوكرانيا
تحدثت كاربوفا بانتظام ضد الغزو الروسي لأوكرانيا. إنها مثلية بشكل علني، وقد صرحت في عام 2022. وهي أول رياضية مثلية الجنس في المنتخب الوطني الروسي، على الرغم من أن وضعها في الفريق بعد الكشف غير مؤكد. عارضت مشاركة روسيا في دورة الألعاب الأولمبية الصيفية 2024 في باريس.